# غرينفيل (فلوريدا)
غرينفيل (بالإنجليزية: Greenville)‏ هي مدينة أمريكية تقع في ولاية فلوريدا. تبلغ مساحة هذه المدينة 3.4 (كم²)،ويبلغ عدد سكانها 837 نسمة حسب إحصاء سنة 2010 م 837.تشير إحصاءات سنة 2000م بأن الكثافة السكانية في هذه المدينة تقدر بـ(246.2) نسمة/كم2 

## أعلام
- آرشي وير
- غينو هايز
- كريس تومسون